# LL hondrit
LL hondrit je vrsta hondritov, ki je zelo redka. Med vsemi zaznanimi hondriti jih je samo 9%.

LL je oznaka za « nizko» (v angleščini low) vsebnost železa in nizko vsebnost kovine. Te vrste hondriti vsebujejo od 19 do 22% skupnega železa in samo 0,3 do 3% kovinskega železa. To pomeni, da je večina železa prisotnega kot železov oksid v silikatih. Najbolj pogosta sta minerala hipersten (piroksen) in olivine. Razen nikljevo-železne zlitine se najdejo še troilit in kromit.

Mnogo LL hondritov je v obliki breče in je težko določiti petrološki tip. Večina jih pripada tipu 6, hondrule se le redko zaznajo. To je vodilo do mnenja, da so LL hondriti samo prehodna stopnja do ahondritov. Zaradi tega so jih tudi imenovali amfoteriti. Dandanes vemo, da je sestava LL hondritov popolnoma drugačna od sestave ahondritov. 